# Компендіум (література)
Компендіум являє собою короткий збірник інформації, що відноситься до сукупності знань. Компендіум може узагальнювати більшу роботу. У більшості випадків сукупність знань стосується певної галузі інтересів чи зусиль людини (наприклад: гідрогеологія, логологія, іхтіологія, фітоценологія або мірмекологія), тоді як загальна енциклопедія може називатися збірником усіх людських знань .
Слово компендіум походить від латинського слова "compendere", що означає "зважувати разом або балансувати".

## Значення, етимологія та визначення
Відповідно до etymologeek.com [Архівовано 15 Травня 2021 у Wayback Machine.] латинський префікс "con-" використовується у складених словах, щоб додати значення "істота або об'єднання багатьох об'єктів. А compenso означає рівновагу, врівноваженість, зважування, компенсацію. 

## Приклади
Прикладом може бути «Збірник катехизисів католицької церкви» - стисла книга із 598 запитань та відповідей, яка узагальнює вчення про католицьку віру та мораль. 
Біблія є ще одним прикладом компендіуму — робота багатьох пророків і апостолів, чиї книги складаються разом, щоб утворити Старий Завіт і Новий Завіт.
Деякі відомі літературні діячі написали власний компендіум. Прикладом може бути Олександр Дюма, автор книги "Три мушкетери".
Популярний у середньовіччі Бестіарій - ще один приклад компендіуму. Бестіарії каталогізували тварин та факти про природничу історію і були особливо популярними в Англії та Франції приблизно в 12 столітті.

## Дивіться також
- Настанова щодо експлуатування
- Монографія
- Трактат
- Антологія